# Otto Bauer

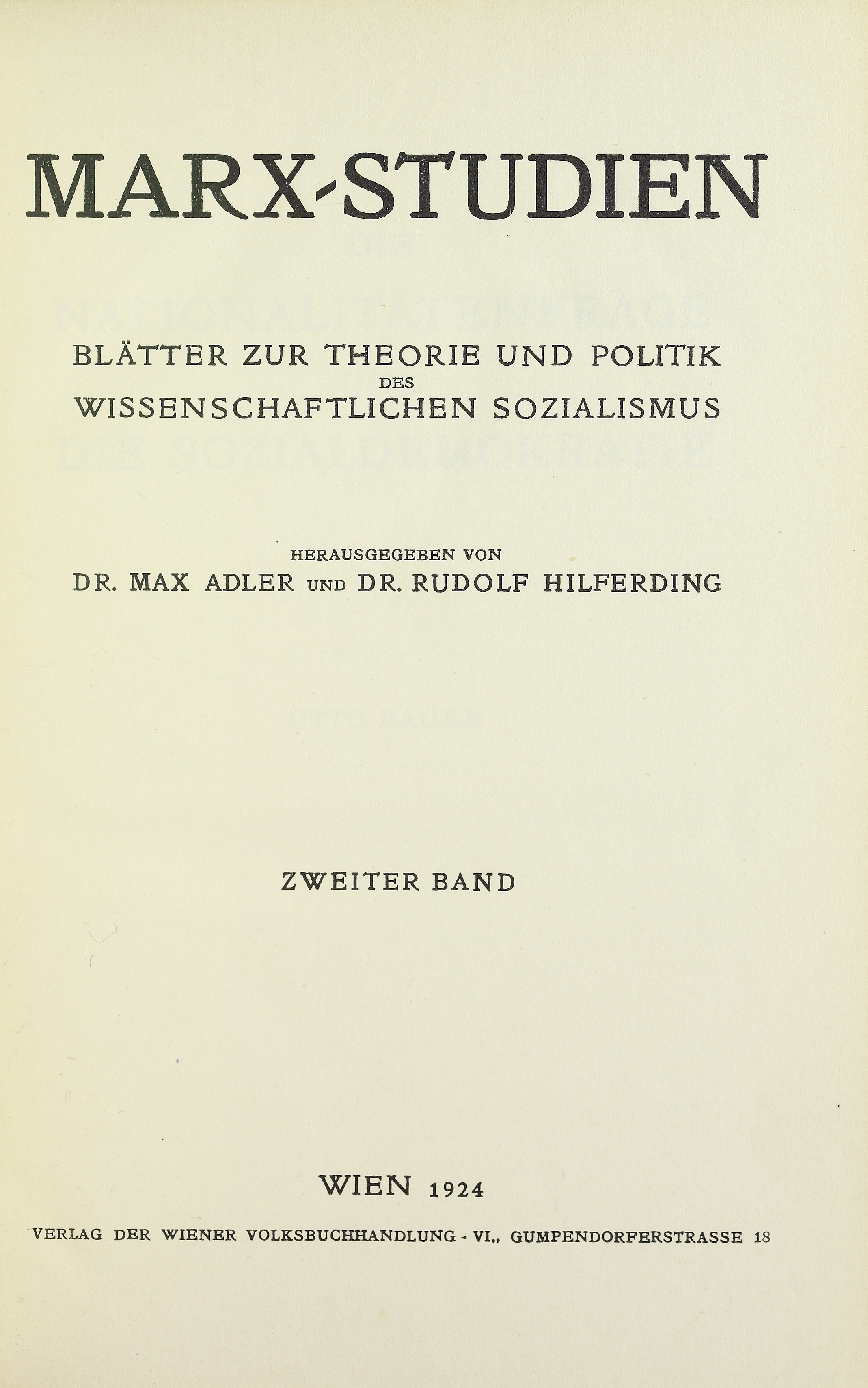
Nationalitätenfrage und die Sozialdemokratie, 1924

Otto Bauer (ur. 5 października 1881 w Wiedniu, zm. 5 lipca 1938 w Paryżu) – austriacki filozof, polityk, ekonomista i socjolog żydowskiego pochodzenia. Po roku 1918 przywódca socjaldemokracji austriackiej, w latach 1918-1919 minister spraw zagranicznych Austrii.

## Kariera polityczna
Odbył studia prawnicze po których w 1906 uzyskał stopień doktora praw. Przed wojną członek partii socjaldemokratycznej, w 1915 dostał się do niewoli rosyjskiej. Po powrocie w 1917 w gabinecie socjalistycznym, po śmierci Adlera od 1918 sekretarz stanu spraw zagranicznych. Od 1919 roku premier Austrii. Jako premier reprezentował Austrię na konferencji pokojowej w Saint-Germain. W latach (1920-1934) poseł do parlamentu, przywódca odłamu austromarksistowskiego partii socjalistyczno-demokratycznej. Po upadku rewolty socjalistycznej w Wiedniu (od lutego 1934) na emigracji, pozbawiony obywatelstwa austriackiego. Stał na czele redakcji „Arbeiterzeitung”.
Działacz II Międzynarodówki. Przedstawiciel austromarksizmu. Twierdził, iż cechą demokracji powinno być zagwarantowanie wolności jednostki, rozwoju społecznego, wolności konkurencji i słowa. Demokrację burżuazyjną należy przebudować na ustrój socjalistyczny. Państwo dyktatury proletariatu opiera się na aktach terroru. Zmarł w wyniku niewydolności serca. 
Jego siostra Ida Bauer była pacjentką Zygmunta Freuda. Historię jej choroby Freud spisał w 1901, a opublikował w roku 1905 pt. Fragment analizy pewnej histerii. 
W 1951 jego praca Bolszewizm a socyalna demokracya została wycofana z polskich bibliotek oraz objęta cenzurą.